# Carlos Gutierrez

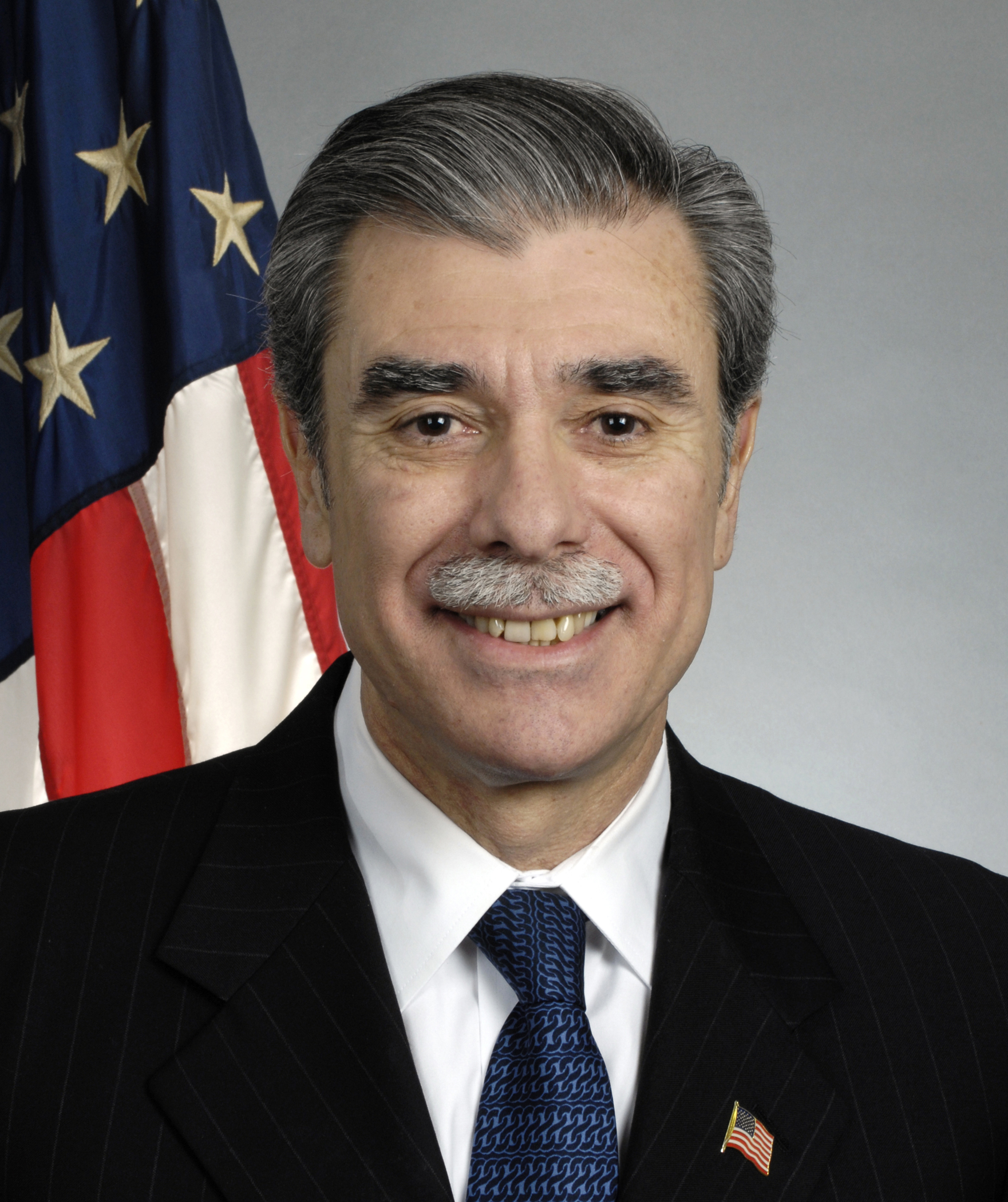
Carlos Gutierrez

Carlos Gutierrez, född 4 november 1953 i Havanna, är en kubansk-amerikansk politiker och affärsman. Han var Kellogg's verkställande direktör 1999-2004. Han tjänstgjorde som USA:s handelsminister 2005-2009.
Gutierrez studerade företagsekonomi i Querétaro. Han anställdes 1975 av Kellogg's. Han blev styrelsemedlem i januari 1999 och tre månader senare utnämndes han till företagets vd. Han valdes 2000 till styrelseordförande. Han avgick 2004 både som styrelseordförande och som vd efter att USA:s president George W. Bush tillkännagav nomineringen av Gutierrez till handelsminister. Senaten godkände utnämningen 24 januari 2005 och han efterträdde Donald Evans som handelsminister den 7 februari. Han tjänstgjorde till slutet av Bushs andra mandatperiod som president och efterträddes 2009 av Gary Locke.